# Vạc rạ Á Úc
Vạc rạ Á Úc (Botaurus poiciloptilus) là một loài chim trong họ Diệc.
Vạc rạ Á Úc được tìm thấy ở tây nam và đông nam Úc, Tasmania, New Zealand, New Caledonia và Ouvea. Số lượng vạc rạ Á Úc ở Úc và New Zealand đã giảm trong thế kỷ 20. Đây là loài sinh hoạt về đêm, sinh sống ở những vùng đất ngập nước có nhiều cây cối rậm rạp. Chúng ăn các động vật thủy sinh như ếch, lươn và động vật giáp xác nước ngọt. Loài này sinh làm tổ sống đơn độc trên mặt đất trong thảm thực vật đất ngập nước rậm rạp trên lau sậy bị giẫm nát và các loại cây khác.